# مارك برايس
مارك برايس (بالإنجليزية: Mark Price)‏ مواليد 15 فبراير 1964 في برتلسفيل، هو لاعب كرة سلة أمريكي سابق أصبح مدرباً بدأ مسيرته الاحترافية في سنة 1986. يبلغ طوله 5 قدم 11 بوصة (1.8 م). مثّل منتخب بلاده. اعتزل اللعب في 1998.

## الميداليات
| الميدالية | المسابقة                         |
| --------- | -------------------------------- |
| ذهبية     | بطولة كأس العالم لكرة السلة 1994 |

## روابط خارجية
- مارك برايس على موقع الاتحاد الدولي لكرة السلة (الإنجليزية)
- مارك برايس على موقع إن بي أي (الإنجليزية)
- مارك برايس على موقع سبورتس رفرنس (الإنجليزية)
- مارك برايس على موقع كلية كرة السلة في سبورتس رفرنس.كوم (الإنجليزية)
- مارك برايس على موقع ريلجم (الإنجليزية)
- مارك برايس على موقع بروبوليرز (الإنجليزية)
- مارك برايس على موقع سبورتس رفرنس (الإنجليزية)
- مارك برايس على موقع كلية كرة السلة في سبورتس رفرنس.كوم (الإنجليزية)
- مارك برايس على موقع قاعة جورجيا للمشاهير الرياضية (مؤرشف) (الإنجليزية)